# Egla
|  | Pel que fa a la filla de Panopeu vegeu Egle |

Egla o Egle (en grec antic Αίγλη) va ser la filla més petita d'Asclepi i de Epíone. Considerada una divinitat en la mitologia grega, el seu nom αίγλη, vol dir "esplendor", que mostra l'aspecte de les persones que tenen bona salut, i practiquen bons costums higiènics. Amb les seves germanes Higiea, Iaso i Panacea formava part de les divinitats que tenien cura de la salut. Hermip diu que els fills d'Asclepi van ser Macàon i Podaliri, Panacea i Egla, la més jove.